# 何國鉦
何國鉦（英語：Dorian Ho），香港時裝設計師，主力於高級訂造服。

## 生平
何國鉦家族從事製衣業，是為其他品牌生產的針織品製造商。何國鉦曾就讀於香港培正中學及加州國際學校，後赴美國波士頓大學修讀市場學系，畢業後曾在澳洲時裝品牌Country Road工作，1993年返回香港，創立以中國國內市場為主的品牌Doriano，於7年後把品牌出售，籌得資金。2001年創辦以自己為名字的Dorian Ho Collection，主力於高級訂造服，以設計晚裝為主。2005年11月開設專門設計婚紗的Dorian Ho Wedding。他曾為香港多位著名女性設計晚裝及婚紗，如周慧敏、鄧萃雯及2R成員Race等；及為林憶蓮設計舞台服飾。
近年他在亞洲及澳洲多個地區，包括日本東京、中國上海、澳洲悉尼及印尼耶加達等地舉行時裝表演。他亦曾擔任2006中華小姐環球大賽總決賽形象總監。其品牌服裝在香港連卡佛、新加坡Pois及美國紐約Saks Fifth Avenue銷售。

## 資料來源
- 何國鉦演繹東西合壁的完美
- 時尚快報
- Cocktail Dress X 開篷跑車 X Sunset Menu Dorian Ho優雅品味 太陽報，2005年10月22日
- 李嘉慧三Cup跳捧何國鉦場（页面存档备份，存于） 太陽報，2005年11月28日
- 金像獎前夕挑選必勝戰衣（页面存档备份，存于） 太陽報，2005年3月26日
- DORIAN HO獲邀出席上海國際時尚周
- 名人百萬打造簡約新居透視浴室透心涼
- 何國鉦驚見「柏芝」選美[永久]

## 外部連結
- 何國鉦網店（页面存档备份，存于）
- http://www.dorianho.net（页面存档备份，存于）

1. ↑  . 東周刊 第310期 Book B 【名人講場】. 8月5日  [2017-12-06]. （原始内容存档于2017-12-06）.